# 王迢觸
王迢觸（?—?），东魏汾州（今山西汾阳）胡人。

## 生平
東魏天平三年（536年），和当地胡人曹貳龍因北魏分裂为东魏西魏，北方大乱，于是聚衆谋反。他们署立百官，年号平都。九月十三辛亥（10月13日），东魏丞相高欢討伐平定了王迢觸、曹貳龍。